# Giacomo Boni (archéologue)
Pour les articles homonymes, voir Boni et Giacomo Boni.
Giacomo Boni (né le 25 avril 1859 à Venise et mort à Rome le 10 juillet 1925) est un archéologue, architecte et homme politique italien de la fin du XIXe et du début du XXe siècle. Il fut sénateur du royaume d'Italie lors de la XXVIe législature (en 1923).

## Biographie
Il fait des études techniques et commerciales à Venise (1880-1884) puis fréquente les cours d'architecture de l'Accademia di Belle Arti. En 1885, il fouille les fondations du clocher de Saint-Marc à Venise et y applique la méthode stratigraphique. Secrétaire de la Commission pour la réforme de la Chalcographie royale (1888) à Rome, il devient Inspecteur des monuments à la direction générale des Antiquités et Beaux-Arts.
Il participe en 1892 aux fouilles autour du Panthéon puis dirige les travaux du Forum en 1898. De 1899 à 1905, il fouille dans le secteur des temples de César et de Vesta et de l'arc de Septime Sévère et découvre le Lapis Niger, l'aire du Comice et la Regia. Pour étudier le sous-sol, il fait aussi détruire l'église de Sainte-Marie Libératrice. Après avoir étudié le Palatin et la via Sacra, il découvre en 1902 la nécropole archaïque du Forum.
En 1906, il dirige les fouilles du Forum de Trajan, du mur de Servius et du Palatin (1909). En 1912, il est envoyé à Tripoli et en 1923 jure fidélité à Mussolini, intervenant dans l'adoption du faisceau comme emblème du parti national fasciste.